# Ходкевич, Ян Николай
Ян Никола́й Ходке́вич (14 декабря 1738, Гданьск — 2 февраля 1781, Чернобыль) — государственный и военный деятель Великого княжества Литовского, граф на Шклове и Новой Мыши, генерал-адъютант королевский (1764), генеральный староста жемайтский (1765—1781), староста велонский, генерал-лейтенант русской армии (1778).

## Биография
Представитель литовского магнатского рода Ходкевичей герба «Косцеша», единственный сын воеводы берестейского Адама Тадеуша Ходкевича (1711—1745) и Евы Чапской (ум. 1769), дочери воеводы поморского Петра Чапского.
После смерти своего отца Ян Николай Ходкевич унаследовал титул графа на Шклове и Мыши. В 1757 году закончил Виленский университет и получил чин полковника. Некоторое время проживал в своём имении Турец в Новогрудском воеводстве. В 1758—1759 годах участвовал в Семилетней войне на стороне Франции. В 1764 году был избран консуляром (советником) генеральной конфедерации Великого княжества Литовского.
В том же 1764 году Ян Николай Ходкевич был избран послом на конвокационный сейм, где поддержал избрание Станислава Понятовского на польский королевский престол. В 1764 году получил в награду от нового монарха чин генерал-адъютанта. В следующем 1765 году получил должность генерального старосты жемайтского и Орден Святого Станислава.
Во время Барской конфедерации (1768—1772) Ян Николай Ходкевич занимал неоднозначную позицию. Официально он сожалел о состоянии государства, однако это не мешало ему поддерживать командиров прусских и русских войск, защищавших его имения.
9 мая 1774 года стал кавалером Ордена Белого Орла, а в 1778 году получил чин генерал-лейтенанта российской армии.
2 февраля 1781 года 42-летний Ян Николай Ходкевич скончался в Чернобыле, был похоронен в Супрасльском монастыре.

## Семья
1 января 1766 года женился на Марии Людвике Ржевуской (1744—1816), дочери воеводы краковского и гетмана польного коронного Вацлава Ржевуского (1705—1779) и Анны Любомирской (1714—1763). Дети:
- Вацлав Ходкевич (ок. 1767 — 1784)
- Юзеф Ходкевич (умер в детстве)
- Ксаверий Ходкевич (умер в детстве)
- Александр Франтишек Ходкевич (1776—1838), бригадный генерал, сенатор-каштелян Царства Польского
- Анна Ходкевич (умерла в детстве)
- Розалия Ходкевич (1768—1794), жена с 1780 года каштеляна киевского, князя Александра Любомирского (1749—1808)
- Эльжбета Ходкевич (1769—1821), жена с 1787 года каштеляна виленского, князя Мацея Радзивилла (1749—1800).